# Список городов и общин Дубровницко-Неретвинской жупании
Дубровницко-Неретвинская жупания включает в себя 5 городов и 17 общин, а общее количество её населённых пунктов составляет 230 наименований. Её административным центром служит город Дубровник, являясь также крупнейшей административной единицей жупании по численности населения.
Города и общины Хорватии сформировались в своём нынешнем виде в 1992 году в ходе изменения административного-территориального устройства страны, когда были разделены существовавшие тогда более крупные общины. Они представляют собой административно-территориальные единицы второго уровня (после жупаний).
Статус города в Хорватии получают населённые пункты, в которых проживает более 10 000 человек, либо имеющие историческое, экономическое или географическое значение. Помимо территории собственно города в образуемую им административно-территориальную единицу город (хорв. grad) входят прилежащие поселения, составляющие с ним единую социальную, экономическую и историческую общность. Хорватское законодательство определяет общины (хорв. općina) как местные органы самоуправления, которые создаются в районе, где несколько населённых пунктов представляют собой природное, экономическое и социальное образование, связанное общими интересами населения этого района.
В данном списке представлены города и общины Дубровницко-Неретвинской жупании, их названия на хорватском языке, их площадь и население (по данным переписей 2001 и 2011 годов), гербы, географические координаты их административных центров, этнический состав (указаны народы, составляющие больше 1 % от населения общины).

## Города
| Название                  | Изображение | Площадь (км²) | Население (по годам переписи) | Население (по годам переписи) | Координаты                      | Этн. состав (2011)                                | Населённые пункты (с численностью населения) | Карта | Прим.         |
| Название                  | Изображение | Площадь (км²) | 2001                          | 2011                          | Координаты                      | Этн. состав (2011)                                | Населённые пункты (с численностью населения) | Карта | Прим.         |
| ------------------------- | ----------- | ------------- | ----------------------------- | ----------------------------- | ------------------------------- | ------------------------------------------------- | --- | ----- | ------------- |
| Дубровник хорв. Dubrovnik |             | 143,38        | 43 770                        | 42 615                        | 42°39′05″ с. ш. 18°05′35″ в. д. | хорваты — 90,34 % босняки — 3,52 % сербы — 2,73 % | Список (32) - Босанка — 139 - Брсечине — 96 - Горне-Обулено — 124 - Громача — 146 - Доне-Обулено — 210 - Дубравица — 37 - Дубровник — 28434 - Затон — 985 - Клишево — 54 - Кнежица — 133 - Колочеп — 163 - Комолац — 320 - Лозица — 146 - Лопуд — 249 - Любач — 69 - Мокошица — 1924 - Мравиняц — 88 - Мрчево — 90 - Нова-Мокошица — 6016 - Орашац — 631 - Осойник — 301 - Петрово-Село — 23 - Побрежье — 118 - Приевор — 453 - Рожат — 340 - Суджюрадж — 207 - Сустьеран — 323 - Трстено — 222 - Чайковица — 160 - Чайковици — 26 - Шипанска-Лука — 212 - Шумет — 176 |       | [ 11 ] [ 12 ] |
| Корчула хорв. Korčula     |             | 112,31        | 5889                          | 5663                          | 42°57′37″ с. ш. 17°08′07″ в. д. | хорваты — 95,74 %                                 | Список (5) - Жрново — 1368 - Корчула — 2856 - Пупнат — 391 - Рачишче — 432 - Чара — 616 |       | [ 13 ] [ 14 ] |
| Меткович хорв. Metković   |             | 50,82         | 15 384                        | 16 788                        | 43°03′14″ с. ш. 17°38′59″ в. д. | хорваты — 96,80 % сербы — 2,08 %                  | Список (5) - Вид — 796 - Глушци — 76 - Дубравица — 90 - Меткович — 15329 - Пруд — 497 |       | [ 15 ] [ 16 ] |
| Опузен хорв. Opuzen       |             | 24,04         | 3242                          | 3254                          | 43°01′04″ с. ш. 17°33′53″ в. д. | хорваты — 98,34 %                                 | Список (3) - Бук-Влака — 492 - Опузен — 2729 - Пржиновац — 33 |       | [ 17 ] [ 18 ] |
| Плоче хорв. Ploče         |             | 142,0         | 10 834                        | 10 135                        | 43°03′18″ с. ш. 17°26′00″ в. д. | хорваты — 95,93 % сербы — 1,52 %                  | Список (11) - Баня — 173 - Бачина — 572 - Комин — 1243 - Перачко-Блато — 288 - Плина-Езеро — 44 - Плоче — 6013 - Роготин — 665 - Стаблина — - Сташевица — 902 - Црпала-Спилице-Гнечи — - Шарич-Струга — 235 |       | [ 19 ] [ 20 ] |

## Общины
| Название                                      | Изображение | Площадь | Население (по годам переписи) | Население (по годам переписи) | Координаты                      | Этн. состав (2011)                                | Населённые пункты (с численностью населения) | Карта | Прим.         |
| Название                                      | Изображение | Площадь | 2001                          | 2011                          | Координаты                      | Этн. состав (2011)                                | Населённые пункты (с численностью населения) | Карта | Прим.         |
| --------------------------------------------- | ----------- | ------- | ----------------------------- | ----------------------------- | ------------------------------- | ------------------------------------------------- | --- | ----- | ------------- |
| Блато хорв. Blato                             |             | 66,57   | 3680                          | 3593                          | 42°56′19″ с. ш. 16°47′28″ в. д. | хорваты — 97,83 %                                 | Список (2) - Блато — 3570 - Потирна — 23 |       | [ 21 ] [ 22 ] |
| Вела-Лука хорв. Vela Luka                     |             | 43,27   | 4380                          | 4137                          | 42°57′40″ с. ш. 16°43′01″ в. д. | хорваты — 96,98 %                                 | Список (1) - Вела-Лука — 4137 |       | [ 23 ] [ 24 ] |
| Дубровачко-Приморье хорв. Dubrovačko primorje |             | 197,11  | 2216                          | 2170                          | 42°47′14″ с. ш. 17°53′34″ в. д. | хорваты — 98,99 %                                 | Список (20) - Баничи — 139 - Височани — 130 - Доли — 189 - Имотица — 122 - Кручица — 34 - Лисац — 36 - Майкови — 194 - Мравница — 38 - Ошле — 120 - Подгора — 19 - Подимоч — 52 - Слано — 579 - Смоковляни — 66 - Ступа — 75 - Точионик — 23 - Тополо — 154 - Трнова — 44 - Трновица — 35 - Чепикуче — 63 - Штедрица — 58 |       | [ 25 ] [ 26 ] |
| Жупа-Дубровачка хорв. Župa dubrovačka         |             | 22,28   | 6663                          | 8331                          | 42°37′31″ с. ш. 18°11′54″ в. д. | хорваты — 94,38 % босняки — 2,80 %                | Список (17) - Брашина — 747 - Буичи (Жупа-Дубровачка) — 359 - Горни-Бргат — 199 - Грбавац — 100 - Дони-Бргат — 152 - Завреле — 171 - Купари — 808 - Макоше — 168 - Мандалена — 348 - Мартиновичи — 126 - Млини — 943 - Петрача — 806 - Плат — 302 - Солине — 268 - Сребрено — 428 - Челопеци — 453 - Чибача — 1953 |       | [ 27 ] [ 28 ] |
| Зажабле хорв. Zažablje                        |             | 60,0    | 912                           | 757                           | 42°59′34″ с. ш. 17°36′59″ в. д. | хорваты — 99,74 %                                 | Список (6) - Баджюла — 73 - Биели-Вир — 292 - Видоне — 1 - Добране — 6 - Мислина — 50 - Миниште — 335 |       | [ 29 ] [ 30 ] |
| Конавле хорв. Konavle                         |             | 209,73  | 8250                          | 8577                          | 42°31′01″ с. ш. 18°22′35″ в. д. | хорваты — 97,09 %                                 | Список (33) - Бротнице — 31 - Виталина — 211 - Водоваджя — 190 - Габрили — 210 - Груда — 741 - Джюриничи — 96 - Древник — 52 - Дуба-Конавоска — 63 - Дубравка — 295 - Дунаве — 155 - Застоле — 150 - Звековица — 570 - Комаи — 275 - Куна-Конавоска — 17 - Ловорно — 183 - Люта — 194 - Микуличи — 88 - Миханичи — 96 - Молунат — 212 - Мочичи — 447 - Обод — - Пале-Брдо — 130 - Плочице — 83 - Полице — 70 - Поповичи — 236 - Придворье — 236 - Радовчичи — 228 - Стравча — 60 - Ускопле — 136 - Цавтат — 2153 - Чилипи — 933 - Шилешки — 22 - Ясенице — 14 |       | [ 31 ] [ 32 ] |
| Кула-Норинска хорв. Kula Norinska             |             | 60,60   | 1926                          | 1748                          | 43°01′48″ с. ш. 17°36′14″ в. д. | хорваты — 99,20 %                                 | Список (9) - Боровци — 23 - Десне — 90 - Крвавац — 577 - Крвавац II — 334 - Кула-Норинска — 250 - Матиевичи — 98 - Момичи — 205 - Нова-Села — 36 - Подруйница — 135 |       | [ 33 ] [ 34 ] |
| Ластово хорв. Lastovo                         |             | 52,80   | 835                           | 792                           | 42°46′04″ с. ш. 16°53′52″ в. д. | хорваты — 94,70 % босняки — 1,39 % сербы — 1,39 % | Список (7) - Глават — 0 - Заклопатица — 87 - Ластово — 350 - Пасадур — 100 - Скривена-Лука — 33 - Сушац — 0 - Убле — 222 |       | [ 35 ] [ 36 ] |
| Лумбарда хорв. Lumbarda                       |             | 10,70   | 1221                          | 1213                          | 42°55′22″ с. ш. 17°10′19″ в. д. | хорваты — 97,20 %                                 | Список (1) - Лумбарда — 1213 |       | [ 37 ] [ 38 ] |
| Млет хорв. Mljet                              |             | 100,20  | 1111                          | 1088                          | 42°44′05″ с. ш. 17°33′05″ в. д. | хорваты — 97,33 %                                 | Список (14) - Бабино-Поле — 270 - Блато — 39 - Говеджяри — 151 - Козарица — 28 - Корита — 46 - Марановичи — 43 - Окукле — 31 - Полаче — 113 - Помена — 52 - Прожура — 40 - Прожурка-Лука — 40 - Ропа — 37 - Саплунара — 67 - Собра — 131 |       | [ 39 ] [ 40 ] |
| Оребич хорв. Orebić                           |             | 113,13  | 4165                          | 4122                          | 42°58′26″ с. ш. 17°10′35″ в. д. | хорваты — 94,32 % сербы — 1,41 %                  | Список (14) - Вигань — 283 - Доня-Банда — 149 - Куна-Пелешка — 223 - Кучиште — 217 - Ловиште — 228 - Наковань — 3 - Оребич — 1979 - Оскорушно — 101 - Пиявичино — 113 - Подгорье — 171 - Подобуче — 34 - Потомье — 252 - Станковичи — 252 - Трстеник — 117 |       | [ 41 ] [ 42 ] |
| Поозёрье хорв. Pojezerje                      |             | 32,60   | 1233                          | 991                           | 43°09′33″ с. ш. 17°27′06″ в. д. | хорваты — 99,70 %                                 | Список (6) - Бречичи — 0 - Дубраве — 0 - Кобиляча — 241 - Мали-Пролог — 31 - Отрич-Сеоци — 657 - Позла-Гора — 62 |       | [ 43 ] [ 44 ] |
| Сливно хорв. Slivno                           |             | 55,50   | 2078                          | 1999                          | 43°20′18″ с. ш. 17°13′52″ в. д. | хорваты — 93,70 % сербы — 4,65 %                  | Список (18) - Блаце — 317 - Влака — 294 - Дуба — 4 - Дубока — 128 - Завала — 1 - Клек — 230 - Комарна — 167 - Кремена — 56 - Ловорье — 67 - Лучина — 15 - Михаль — 156 - Оток — 70 - Пижиновац — 2 - Подградина — 227 - Раба — 10 - Сливно-Равно — 2 - Трн — 189 - Туштевац — 64 |       | [ 45 ] [ 46 ] |
| Смоквица хорв. Smokvica                       |             | 43,48   | 1012                          | 916                           | 42°55′45″ с. ш. 16°53′36″ в. д. | хорваты — 99,02 %                                 | Список (1) - Смоквица — 916 |       | [ 47 ] [ 48 ] |
| Стон хорв. Ston                               |             | 169,51  | 2605                          | 2407                          | 42°50′15″ с. ш. 17°41′47″ в. д. | хорваты — 98,50 % сербы — 4,04 %                  | Список (19) - Боленовичи — 87 - Бриеста — 58 - Броце — 87 - Данчане — 27 - Дуба-Стонска — 36 - Дубрава — 133 - Жуляна — 235 - Забрдже — 61 - Замаслина — 79 - Затон-Доли — 61 - Лука — 153 - Мали-Стон — 139 - Метохия — 157 - Путникович — 82 - Спараговичи — 114 - Стон — 549 - Томиславовац — 104 - Ходиле — 190 - Чесвиница — 55 |       | [ 49 ] [ 50 ] |
| Трпань хорв. Trpanj                           |             | 36,70   | 871                           | 721                           | 43°00′29″ с. ш. 17°16′20″ в. д. | хорваты — 93,90 % босняки — 1,53 % сербы — 1,11 % | Список (4) - Горня-Вручица — 46 - Доня-Вручица — 33 - Дуба-Пелешка — 44 - Трпань — 598 |       | [ 51 ] [ 52 ] |
| Яньина хорв. Janjina                          |             | 29,20   | 593                           | 551                           | 42°55′29″ с. ш. 17°25′50″ в. д. | хорваты — 96,01 % сербы — 1,63 %                  | Список (5) - Драче — 93 - Особьява — 36 - Попова-Лука — 27 - Сресер — 192 - Янина — 203 |       | [ 53 ] [ 54 ] |

## Карта
На административной карте Дубровницко-Неретвинской жупании указано расположение центров её городов и общин (центры городов отмечены точками крупнее, чем центры общин).